# Chongqing Airlines
Chongqing Airlines (en chino, 重庆航空) es una aerolínea con base en Chongqing, República Popular de China. Opera vuelos de cabotaje de pasajeros en el territorio continental de China.
Chongqing Airlines tenía 402 empleados en 2008.

## Historia
Chongqing Airlines es de propiedad compartida entre China Southern Airlines (60%) y Chongqing Municipal Development & Investment Company (40%). La aerolínea fue fundada el 16 de junio de 2007, y recibió su licencia de operación de la Administración de Aviación Civil de China el 4 de julio de 2007.
Chongqing Airlines efectuó su primer vuelo desde Chongqing a Shanghái el 8 de julio de 2007.

## Destinos
Chongqing Airlines opera a los siguientes destinos (a julio de 2009):
- República Popular de China
  - Pekín – Aeropuerto Internacional de Pekín Capital
  - Changsha – Aeropuerto Internacional de Changsha Huanghua
  - Chongqing – Aeropuerto Internacional de Chongqing Jiangbei Base
  - Cantón – Aeropuerto Internacional Baiyun
  - Hefei - Aeropuerto Internacional Hefei Xinqiao
  - Harbin - Aeropuerto Internacional Harbin Taiping
  - Kunming – Aeropuerto Internacional de Kunming Wujiaba
  - Nanchang - Aeropuerto Internacional Nanchang Changbei
  - Ningbo – Aeropuerto Internacional de Ningbo Lishe
  - Sanya – Aeropuerto Internacional de Sanya Phoenix
  - Shanghái – Aeropuerto Internacional de Shanghái Pudong

## Flota

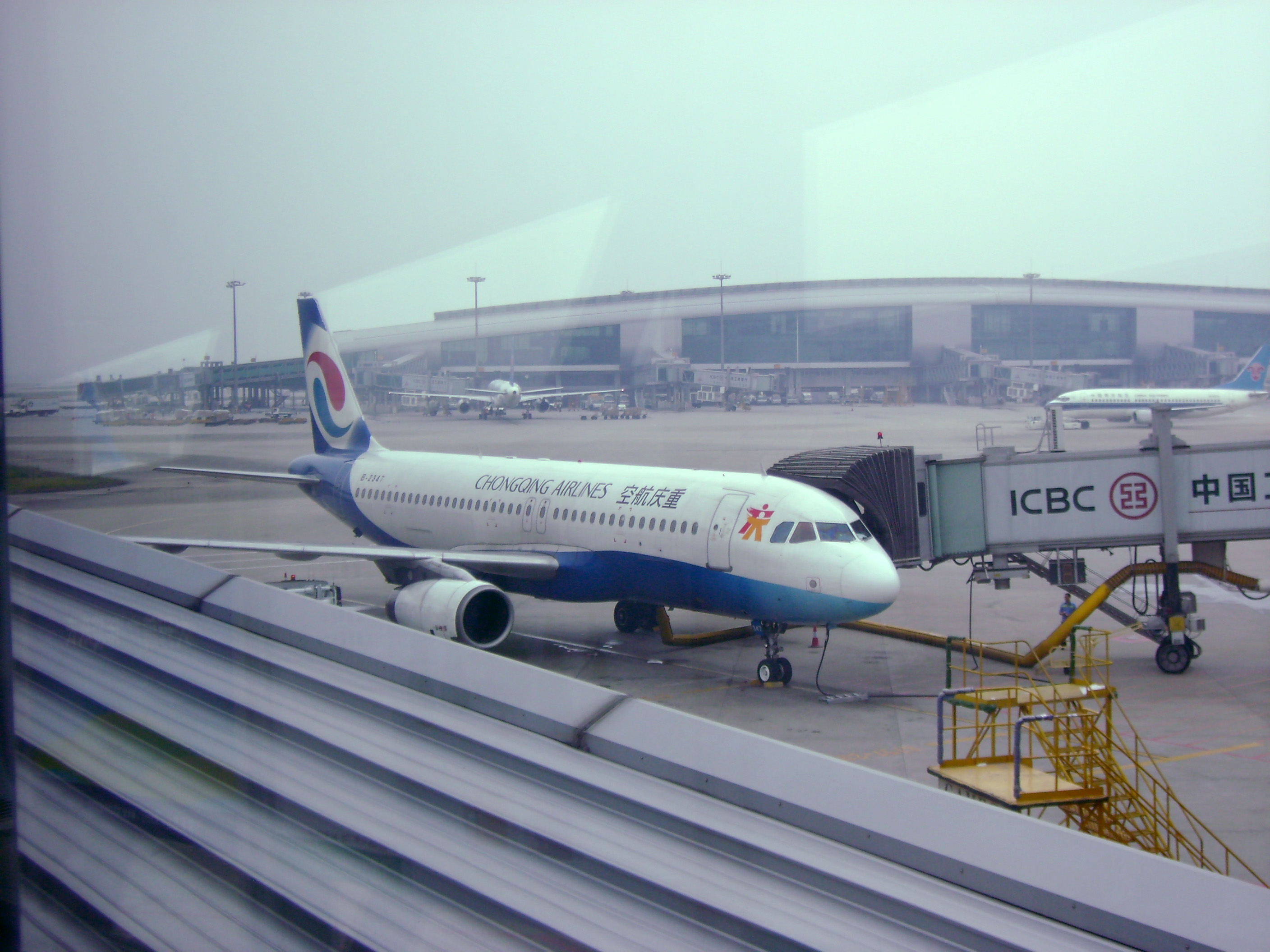
Avión de Chongqing Airlines

La flota de Chongqing Airlines se compone de las siguientes aeronaves, con una edad media de 8.9 años (a mayo de 2023):